# Sonderend
Il fiume Sonderend (Sonderend River in inglese, Sonderendrivier o Riviersonderend in afrikaans) è un corso d'acqua sudafricano che scorre nella provincia del Capo Occidentale. Il fiume nasce dai monti tra le cittadine di Villiersdorp e Franschhoek nella catena degli Hottentots Holland, nell'Overberg. All'altezza di Villiersdorp una grande diga ne blocca il corso andando a formare il lago di Theewaterskloof. Il fiume scorre quindi verso est lambendo i centri abitati di Helderstroom, Genadendal e Riviersonderend, che dal fiume prende il nome. Infine, il corso d'acqua confluisce nel fiume Breede, di cui è un tributario destro.
Riviersonderend, in lingua afrikaans, significa "fiume senza fine".